# Église Saint-Nicolas-le-Thaumaturge-du-Torg
L'église de Saint-Nicolas-le-Thaumaturge-du-Torg ou église de Saint-Nicolas-de-l'Épiphanie-du-Torg (en langue russe : Церковь Никола́я Чудотво́рца (Нико́лы Явле́нного) от Торга) est une église orthodoxe de la ville de Pskov (Rue Oulitsa Nekrasova ).

## Histoire

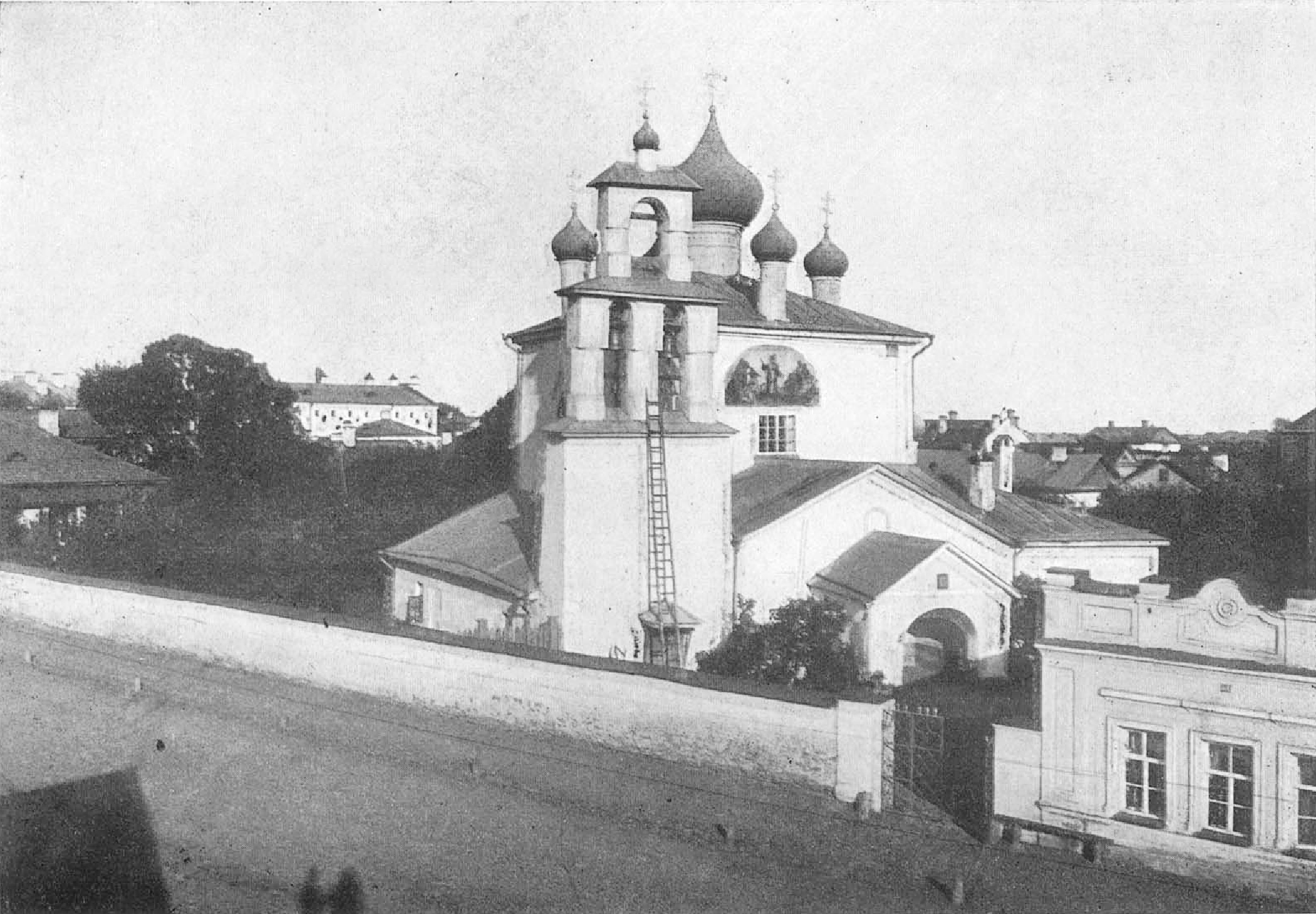
Photo ancienne/ avant 1923

La date de 1419 est considérée comme celle de la fondation d'une église à cet emplacement, bien que les circonstances relatives à cet évènement ne soient pas connues. Dans sa forme actuelle, elle date de 1676. Le 11 mai de cette année, se produit un incendie important qui détruit de nombreuses églises de Pskov. Dans l'une de celles-ci, l'église de Sainte Parascève-Vendredi, on trouve une image miraculeuse de Saint-Nicolas. L'église n'est pas sauvée du désastre, mais l'image de Saint-Nicolas est conservée et transférée dans la chapelle dédiée à Sainte Parascève-Vendredi de la nouvelle église de Saint-Nicolas,,. Cette chapelle de Sainte Parascève-Vendredi a été rebaptisée plus tard chapelle de la Trinité, l'église recevant le nom de La Trinité-Saint-Nicolas.
Durant la période qui va de 1786 à 1842, l'église porte le nom de l'Intercession-du-marché.
En 1843, les orthodoxes Vieux Croyants de Pskov ont réparé et reconsacré l'église.
À partir de 1917, l'église est fermée. À l'intérieur et à l'extérieur de l'édifice ont été retrouvés des restes de corps humains dont des crânes percés de balles de fusils. Il est possible que durant les années qui ont suivi la Révolution d'Octobre 1917 dans les années 1920-1930 des exécutions aient eu lieu à cet endroit.
En 1995, l'église est transférée dans le patrimoine d'une école religieuse de Pskov. Depuis l'année 2000, ont commencé des travaux de restaurations de l'édifice et la création d'une nouvelle iconostase. 

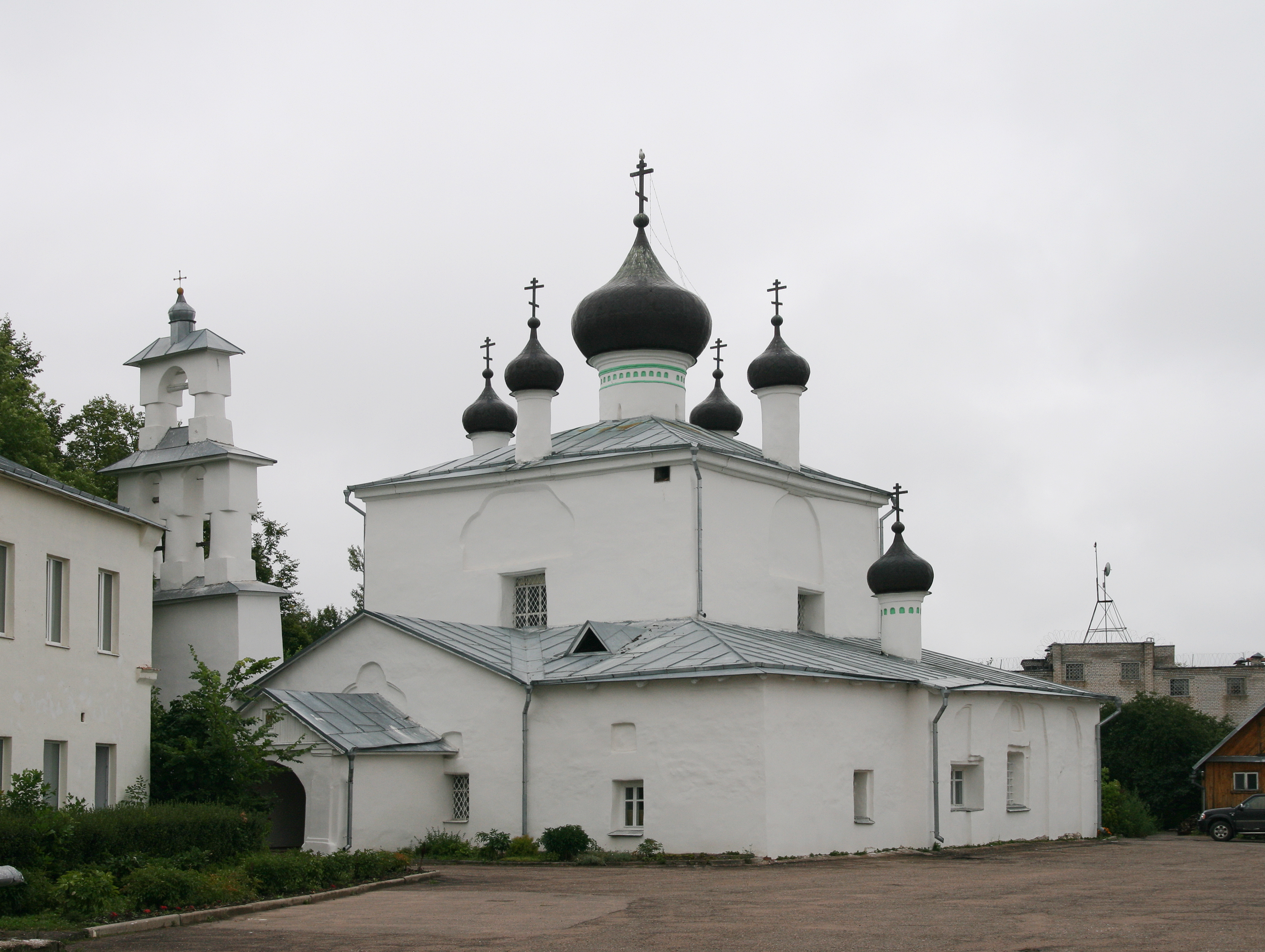
Église Saint-Nicolas du Torg.

## Architecture
L'architecture de l'édifice est simple, mais a subi de nombreuses modifications. La chapelle et l'abside ont été construites tardivement. Sur la façade principal subsiste la lunette dans lequel existait une fresque. Les mesures de l'église avec son clocher sont proches du carré avec ses 13 sagènes de long et ses 12 sagènes de large soit environ 26 mètres sur 26. La hauteur est de 5 sagènes soit un peu plus de 10 mètres.
L'église est surmontée de cinq dômes. L'historien russe Ivan Zabeline a étudié le site. Il constate que c'est le premier type d'église dont les dômes ne sont pas placés dans les angles des coins, mais du côté des points cardinaux. Sur les tambours du dôme central existaient de petites fenêtres, qui ont été murées après la révolution d'Octobre 1917, quand le bâtiment a été transformé en entrepôt. Les tambours des autres dômes sont aveugles, longs, et étendent leurs pieds jusqu'aux corniches. La toiture était recouverte de tuiles à l'origine. Actuellement sa couverture est en métal.
Comme beaucoup d'églises de Pskov, elle est précédée du clocher-arcade et d'un porche. Le carré central des bâtiments est entouré de papertes qui permettent d'agrandir la surface disponible par temps froids ou de pluie.